# Cochrane (Chile)
Cochrane ist eine Stadt im Süden des südamerikanischen Anden-Staates Chile. Sie liegt in der Región de Aisén (Region XI) rund 340 km südlich von Coyhaique. Sie hat rund 3000 Einwohner (2003) und ist die Hauptstadt der Provinz Capitán Prat.

## Geografie
Die Stadt liegt am Río Cochrane. Östlich der Stadt liegt der große See Lago Cochrane mit rund 173 km² Fläche, südlich der Berg Monte San Lorenzo mit einer Höhe von 3706 m. Die Fernstraße Carretera Austral führt durch die Stadt.
Das Klima ist aufgrund der südlichen Lage bereits recht kühl.

## Geschichte

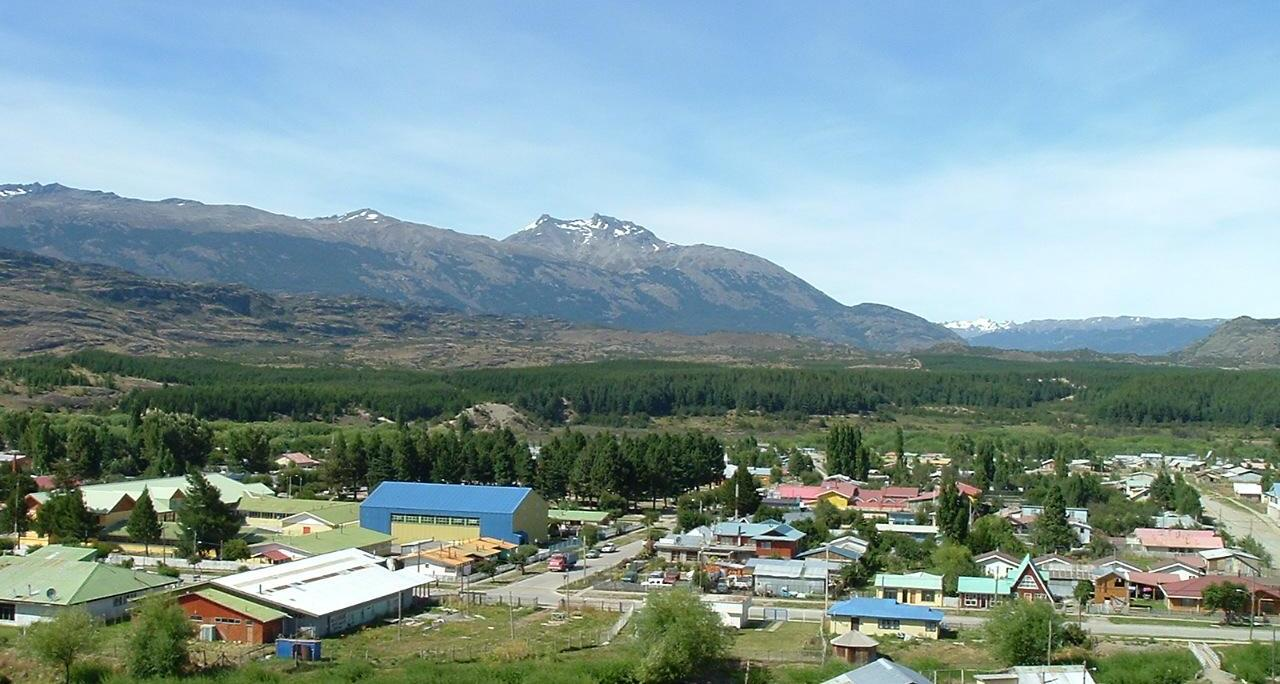
Blick über Cochrane

Im Jahre 1899 erforschte der deutsche Geograf Hans Steffen als erster die Gegend um den Río Baker. Ab 1930 begann auf Anordnung der Regierung die aktive Besiedlung der Gegend. Die Stadt wurde 1954 offiziell gegründet. Sie ist benannt nach dem Briten Thomas Cochrane, der Chile im Unabhängigkeitskampf gegen Spanien beistand und von 1817 bis 1822 die chilenische Flotte befehligte.

## Wirtschaft
Die Stadt lebt hauptsächlich vom Fischfang und vom Tourismus zu den südlichen Eisfeldern und Gletschern. Mit der Carretera Austral kam ein gewisser wirtschaftlicher Aufschwung in die Stadt. Im Ort befindet sich das Provinzgefängnis.

## Tourismus
Cochrane ist eine Zwischenstation an der Carretera Austral, die weiter in den Süden Chiles führt. An der Mündung Río Baker erwarten den Touristen die ersten patagonischen Eisfelder – das nördliche ist etwa 55 km westnordwestlich von Cochrane, das südliche etwa 120 südlich. Die Gegend ist von vielen Gletschern durchzogen.
Das nationale Reservat Reserva Nacional Tamango am Lago Cochrane bietet seltene Tierarten, wie den Huemul. Die Flüsse um Cochrane sind sehr fischreich, ideal für Angler und Fliegenfischer.